# Fran Paškvalin
Fran Paškvalin (Zagreb, 22. studenoga 1984.), hrvatski vaterpolski centar. Hrvatski reprezentativac. Visok je 205 cm i težak 115 kg. Karijeru je započeo u Medveščaku, a kasnije je igrao i za Mladosti, Šibenik, Bresciu i Primorje s kojim je 2012./13. osvojio hrvatski kup i Jadransku ligu. Bio je u sastavu reprezentacije na svjetskim prvenstvima 2011. i 2013. i europskom prvenstvu 2012. U sezoni 2013./14. igra za Budvu. U sezoni 2014./15. igrač je talijanske Acquachiare iz Napulja.